# جارايالدي
جارايالدي هي قرية وبلدية في مقاطعة تشوبوت في جنوب الأرجنتين.